# Ліллінгтон (Північна Кароліна)
Ліллінгтон (англ. Lillington) — місто (англ. town) в США, в окрузі Гарнетт штату Північна Кароліна. Населення — 4735 осіб (2020).

## Географія
Ліллінгтон розташований за координатами 35°23′55″ пн. ш. 78°48′31″ зх. д. / 35.39861° пн. ш. 78.80861° зх. д. (35.398695, -78.808698).  За даними Бюро перепису населення США в 2010 році місто мало площу 11,89 км², з яких 11,81 км² — суходіл та 0,08 км² — водойми.

## Демографія
Згідно з переписом 2010 року, у місті мешкали 3194 особи в 981 домогосподарстві у складі 531 родини. Густота населення становила 269 осіб/км².  Було 1122 помешкання (94/км²).
Расовий склад населення:
| - 53,5 % — білих - 39,8 % — чорних або афроамериканців - 0,9 % — корінних американців - 0,9 % — азіатів - 0,3 % — вихідців з тихоокеанських островів - 2,9 % — осіб інших рас |

До двох чи більше рас належало 1,6 %. Частка іспаномовних становила 8,8 % від усіх жителів.
За віковим діапазоном населення розподілялося таким чином: 15,1 % — особи молодші 18 років, 71,3 % — особи у віці 18—64 років, 13,6 % — особи у віці 65 років та старші. Медіана віку мешканця становила 39,6 року. На 100 осіб жіночої статі у місті припадало 145,5 чоловіків;  на 100 жінок у віці від 18 років та старших — 159,9 чоловіків також старших 18 років.
Середній дохід на одне домашнє господарство  становив 34 337 доларів США (медіана — 27 198), а середній дохід на одну сім'ю — 44 378 доларів (медіана — 35 781). Медіана доходів становила 33 958 доларів для чоловіків та 25 737 доларів для жінок. За межею бідності перебувало 27,0 % осіб, у тому числі 36,9 % дітей у віці до 18 років та 20,3 % осіб у віці 65 років та старших.
Цивільне працевлаштоване населення становило 800 осіб. Основні галузі зайнятості: освіта, охорона здоров'я та соціальна допомога — 36,0 %, виробництво — 12,6 %, науковці, спеціалісти, менеджери — 8,8 %, мистецтво, розваги та відпочинок — 8,4 %.

## Персоналії
- Пол Еліот Ґрін (1894-1981) — американський драматург.